# Dacampia engeliana
Dacampia engeliana är en lavart som först beskrevs av Anton Eleutherius Sauter, och fick sitt nu gällande namn av Abramo Bartolommeo Massalongo. Dacampia engeliana ingår i släktet Dacampia, och familjen Dacampiaceae. Arten är reproducerande i Sverige.